# Der Schlüssel (1958)
Der Schlüssel (Originaltitel: The Key) ist ein britischer Kriegsfilm in Schwarzweiß aus dem Jahr 1958 mit William Holden, Sophia Loren, Trevor Howard und Oskar Homolka in den Hauptrollen. Das Drehbuch von Carl Foreman basiert auf dem Roman Stella von Jan de Hartog. Regie führte Carol Reed. In seinem Heimatland kam der Streifen am 28. Mai 1958 erstmals ins Kino, in der Bundesrepublik Deutschland lief er ab dem 23. September 1958.

## Handlung
Der Film spielt im Kriegsjahr 1941. Großbritannien fürchtet sich vor einer drohenden deutschen Invasion. Da wird David Ross zum Commander eines Hochseeschleppers ernannt, der die Aufgabe hat, havarierte Kriegsschiffe in den Hafen zu schleppen. Die Schiffe haben allerdings den Nachteil, dass sie schwerfällig und unzureichend bewaffnet sind. Trotzdem fühlt sich Ross bald wohl im Kreis der Schlepperkapitäne. Seine Freude wächst, als er seinen alten Freund Chris Ford beim Seenotrettungsdienst wiedertrifft.
Es dauert nicht lange, und David wird von Chris gebeten, ihn zu besuchen. Kaum in der Wohnung eingetroffen, staunt er nicht schlecht, als ihm sein Freund Stella vorstellt, eine attraktive junge Frau italienischer Abstammung, der das Appartement gehört. Er erfährt, dass sie schon allerlei Schicksalsschläge durchmachen musste: Ihr Bräutigam kam bei einem Einsatz am Tag vor der Eheschließung ums Leben. Gleiches widerfuhr ihrem nächsten Freund, nachdem der seinen Zweitschlüssel vor seinem Einsatz an Chris übergeben hatte. Jetzt wohnt Chris bei Stella. Die beiden wollen in Bälde heiraten. Bevor Chris zu seinem nächsten Einsatz aufbricht, händigt er seinen Wohnungsschlüssel seinem Freund David aus. Wieder geschieht Fürchterliches: Chris‘ Schlepper wird auf hoher See von einem feindlichen Torpedo getroffen und sinkt. Als David Stella die traurige Nachricht überbringen will, ahnt sie schon, was passiert ist.
Nachdem Stella wieder frei ist, zieht David zu ihr. Die beiden erleben ein paar Tage großes Glück. Doch dann wird David erneut zu einem Einsatz gerufen. Wie er von Bord seines Hochseeschleppers aus Stella im Dunkel des Kais entdeckt, folgt er einer inneren Stimme und wirft seinen Schlüssel einem Kriegskameraden zu, der gerade vorbeigeht.
In ihrer Wohnung wartet Stella verzweifelt auf die Rückkehr des geliebten Mannes. Plötzlich hört sie ein Klopfen und sieht, wie sich die Tür öffnet. Herein kommt aber nicht David, sondern jener Mann, dem er seinen Schlüssel zugeworfen hat. Er teilt ihr mit, dass David auf See verschollen sei. Daraufhin verflucht Stella alle Männer, die ihren Zweitschlüssel an einen anderen weitergereicht haben.
Schließlich geschieht aber doch noch, womit Stella nie gerechnet hat: David hat den Schiffbruch überlebt und kehrt zu ihr zurück.

## Auszeichnung
Trevor Howard wurde 1958 von der British Academy of Film and Television Arts mit dem Preis für den besten Schauspieler des Jahres ausgezeichnet. Von der Filmbewertungsstelle Wiesbaden erhielt der Streifen das Prädikat „wertvoll“.

## Kritik
„Die romanhaft symbolische Love Story ist wenig überzeugend mit effektvoll gefilmten Seekriegssequenzen verbunden.“

## Quelle
- Programm zum Film, erschienen im Verlag Das neue Filmprogramm, Mannheim, Nummer 4058.